# Mission d'appui des Nations unies en Libye
La mission d'appui des Nations unies en Libye (MANUL ou en anglais : United Nations Support Mission in Libya (UNSMIL)) est une mission de soutien politique des Nations unies en Libye faisant suite à la guerre civile libyenne de 2011. La MANUL n'est pas une mission militaire mais politique menée sous la direction du Département des affaires politiques des Nations unies.
Le siège de la mission se trouve à Tripoli.

## Objectifs et hiérarchie de l'ONU
Le mandat initial du MANUL, défini par l'ONU en 2011, était principalement axé sur le soutien aux autorités transitoires libyennes, y compris le Conseil national de transition de la Libye, dans le cadre des « efforts post-conflit » visant à mettre en place des institutions soutenant l'État de droit.
En vertu de la résolution 2009 du Conseil de sécurité des Nations unies du 16 septembre 2011, le mandat de la MANUL a été défini de manière plus formelle, en ce sens que les Nations unies :

« Décide d'établir une Mission de d'appui des Nations unies en Libye (MANUL), sous la direction d'un représentant spécial du Secrétaire général pour une période initiale de trois mois, et décide en outre que le mandat de la MANUL sera d'aider et de soutenir les efforts nationaux libyens visant à
1. (a) rétablir la sécurité et l'ordre publics et promouvoir l'État de droit ;
2. (b) engager un dialogue politique sans exclusive, promouvoir la réconciliation nationale et engager le processus constitutionnel et électoral ;
3. (c) étendre l'autorité de l'État, notamment en renforçant les nouvelles institutions responsables et en rétablissant les services publics ;
4. (d) promouvoir et protéger les droits de l'homme, en particulier pour ceux qui appartiennent à des groupes vulnérables, et soutenir la justice de transition ;
5. (e) prendre les mesures immédiates nécessaires pour amorcer la reprise économique ; et
6. (f) coordonner l'aide qui peut être demandée à d'autres acteurs multilatéraux et bilatéraux, le cas échéant. »

— Conseil de sécurité des Nations unies
, [réf. nécessaire]
En 2016, le mandat a été étendu pour inclure la fourniture d'une médiation dans la mise en œuvre de l'accord de Skhirat de 2015 entre les différentes institutions de transition libyennes qui ont contesté le pouvoir politique. D'autres éléments du mandat de la MANUL comprennent le soutien aux institutions libyennes clés ainsi que la surveillance et l'établissement de rapports sur les droits de l'homme.
La MANUL est dirigée par le département des affaires politiques de l'ONU.
Le mandat de la MANUL a été prolongé chaque année, et, à partir de 2019, se poursuit jusqu'au 15 septembre 2020.

## Représentant spécial du secrétaire général
Ian Martin : Le 11 septembre 2011, Ian Martin a été nommé représentant spécial du secrétaire général et chef de la MANUL. M. Martin est de nationalité britannique. Il est diplômé de l'Emmanuel College de Cambridge en histoire et en économie. Avant sa nomination, Martin a été secrétaire général d'Amnesty International (1986-92) et vice-président du Centre international pour la justice transitionnelle (2002-05). Martin est resté dans ses fonctions à la MANUL pendant un an. De 2015 à 2018, Martin a été directeur exécutif du Rapport du Conseil de sécurité à New York. En 2020, Martin a été chercheur invité principal au sein du groupe de recherche sur les conflits, la sécurité et le développement au King's College de Londres.
Tarek Mitri : Le 12 septembre 2012, Tarek Mitri a été nommé représentant spécial. Mitri était un ressortissant libanais. En 2005, Mitri était ministre libanais de l'Environnement et du Développement administratif. En 2005, il était ministre de la Culture et ministre des Affaires étrangères. En 2008, Mitri a été nommé ministre de l'information. Mitri est resté en fonction à la MANUL pendant deux ans. Après avoir quitté la MANUL, Mitri a été nommé directeur de l'Institut Issam Fares pour la politique publique et les affaires internationales à l'université américaine de Beyrouth le 16 octobre 2014. En octobre 2015, Mitri a publié un livre sur son temps de représentant spécial en Libye intitulé Rugged Paths.
Bernardino León : Le 14 août 2014, Bernardino León a été nommé représentant spécial pour la Libye et a officiellement pris ses fonctions le 1er septembre 2014. León était de nationalité espagnole. León était membre du Parti socialiste ouvrier espagnol. De 2004 à 2008, León a été secrétaire d'État espagnol aux affaires étrangères. De 2008 à 2011, León a été secrétaire général au cabinet du Premier ministre espagnol. León est resté dans ses fonctions à la MANUL pendant 14 mois. Après son départ, León a été nommé premier directeur général de l'Académie diplomatique des Émirats. Les circonstances du départ de León ont été controversées. Des fuites de courriels ont montré que León avait mené des négociations secrètes et cordiales avec le gouvernement des Émirats arabes unis tout en menant des négociations politiques sensibles avec les autorités libyennes dans son rôle de représentant spécial,.
Martin Kobler : Le 4 novembre 2015, Martin Kobler a été nommé représentant spécial pour la Libye. Kobler était de nationalité allemande. Il est titulaire d'une licence en droit et parle couramment l'anglais, le français, l'allemand et l'indonésien. De 2010 à 2011, Kobler a été représentant spécial adjoint (politique) pour l'Afghanistan. D'octobre 2011 à juillet 2013, Kobler a été le représentant spécial du secrétaire général des Nations unies Ban Ki-moon pour l'Irak et le chef de la Mission d'assistance des Nations unies pour l'Irak (MANUI). Kobler a fait l'objet de critiques importantes pendant son mandat de représentant spécial en Irak. Ses accusateurs affirment que Kobler a cherché à apaiser le Premier ministre irakien d'une manière qui a contribué à d'importantes violations des droits de l'homme, et a provoqué la démission de nombreux cadres supérieurs de la MANUI en signe de protestation. Kobler est resté en fonction à la MANUL pendant 20 mois.
Ghassan Salamé : Le 22 juin 2017, Ghassan Salamé a été nommé Représentant spécial pour la Libye. Salamé est de nationalité libanaise. Salamé a étudié le droit public (université Saint-Joseph, université de Paris) ; la littérature (doctorat en sciences humaines, université Paris III Sorbonne-Nouvelle) ; et les sciences politiques (doctorat, université Paris I Panthéon-Sorbonne). En 2000-2003, Salamé a été ministre de la culture du Liban. En 2003, Salamé a été conseiller politique de la Mission d'assistance des Nations unies pour l'Irak (MANUI)[20]. De 2003 à 2006, puis à nouveau en 2012, Salamé a été conseiller principal du secrétaire général des Nations unies. Le 3 mars 2020, Salamé a annoncé qu'il avait démissionné de son poste, en invoquant des raisons de santé et de stress comme principale faveur.
Abdoulaye Bathily : En août 2022, Abdoulaye Bathily est le candidat du secrétaire général des Nations unies António Guterres au poste de représentant spécial de l’ONU pour la Libye. Il démissionne de son poste le 16 avril 2024.

## Actions
La MANUL a enregistré 48 morts et 22 blessés lors d'affrontements entre les factions politiques libyennes au mois de septembre 2018.
En juillet 2019, le chef de la MANUL, Ghassan Salamé, a proposé un plan en trois points (cessez-le-feu, réunion internationale pour mettre en œuvre l'embargo sur les armes existant, et dialogue intra-libyen) comme nouvelle phase du processus de paix libyen, dans le but de résoudre la seconde guerre civile libyenne.